# 2012 VP113
2012 VP113, también escrito como 2012 VP113, es un objeto transneptuniano, tiene unos 450 km de ancho y se presume que esté helado. Está ubicado a unos 12 000 millones de kilómetros del Sol, estando el punto más lejano de su órbita a 67 000 millones de kilómetros del mismo.
2012 VP113 fue descubierto el 5 de noviembre de 2012 con el telescopio de 4 metros "Víctor M. Blanco" en el Observatorio Interamericano de Cerro Tololo, Chile. El telescopio "Magallanes" de 6,5 metros del Instituto Carnegie en el Observatorio Las Campanas, en Chile, se utilizó para determinar su órbita y las características de su superficie. Scott Sheppard y Chad Trujillo, del Observatorio Gemini, en Hawái, han calculado que 2012 VP113 tarda 4000 años en dar la vuelta al Sol. Su hallazgo fue anunciado el 26 de marzo de 2014.
2012 VP113 posee el perihelio (máximo acercamiento al Sol) más alejado de cualquier objeto conocido en el sistema solar. Su último perihelio fue alrededor de 1979 a una distancia de 80 UA (unidades astronómicas); actualmente se encuentra a una distancia de 83 UA del Sol. Solo se conocen cuatro objetos con perihelios de más de 47 UA: Sedna (76 UA), 2004 XR190 (51 UA), 2010 GB174 (48 UA) y 2004 VN112 (47 UA). La escasez de objetos con perihelios de entre 50–75 UA no parece ser un error observacional. Posiblemente sea un miembro de la nube de Oort interior.
Se desconoce cómo 2012 VP113 adquirió un perihelio más allá del cinturón de Kuiper. Las características de su órbita, como las de Sedna, han sido explicadas por el posible paso de una estrella o de un objeto transneptuniano de varias veces la masa de la Tierra localizado a cientos de UA del Sol o que fue empujado hacia fuera del cinturón de Kuiper por un planeta expulsado del sistema solar en el comienzo de su historia. Las órbitas de los objetos más allá de la órbita de Plutón indican la posible presencia de más de un planeta. 2012 VP113 incluso podría ser un objeto capturado de otro sistema planetario. Sin embargo, se considera que su alejado perihelio se debe a múltiples interacciones en los atestados confines del cúmulo globular en el cual se formó el Sol.

## Telescopio potente
El punto de la órbita más cercano de 2012 VP113 al Sol está cerca de 80 veces la distancia de la Tierra al Sol, una medida conocida como una unidad astronómica o UA. Para contextualizar, existen planetas rocosos y asteroides a distancias que oscilan entre 0,39 y 4,2 UA; los gigantes de gas se encuentran a entre 5 y 30 UA y el Cinturón de Kuiper (compuesto de miles de objetos helados, incluyendo Plutón) oscila entre 30 y 50 unidades astronómicas.
Nuestro sistema solar tiene una clara orilla a 50 UA y sólo se sabía que Sedna sobrepasaba de manera significativa este límite exterior, a 76 UA con la totalidad de su órbita. "La búsqueda de este tipo de objetos distantes de la Nube Oort interior más allá de Sedna y 2012 VP113 debe continuar, ya que nos podrían decir mucho sobre cómo se formó y evolucionó nuestro Sistema Solar", destaca Sheppard.
Sheppard y Trujillo utilizaron la nueva Cámara de Energía Oscura (DECam) en el telescopio de 4 metros NOAO en Chile para realizar este descubrimiento. DECam tiene el campo de visión más grande de cualquier telescopio de 4 metros o mayor, lo que supone una capacidad sin precedentes para buscar objetos débiles en grandes áreas del cielo. También usaron el telescopio de 6,5 metros Magellan del Observatorio Las Campanas de Carnegie para determinar la órbita de 2012 VP113 y obtener información detallada acerca de sus propiedades superficiales. Los autores de este trabajo consideran que pueden existir alrededor de 900 objetos con órbitas como Sedna y 2012 VP113 con tamaños más grandes de 1000 kilómetros y que la población total de la Nube de Oort interior es probablemente más grande que la del Cinturón de Kuiper y el cinturón principal de asteroides.